# Miki Jacobsen
Pour les articles homonymes, voir Jacobsen.
 (avril 2025).
La mise en forme du texte ne suit pas les recommandations de Wikipédia : il faut le « wikifier ».
Les points d'amélioration suivants sont les cas les plus fréquents :
- Les titres sont pré-formatés par le logiciel. Ils ne sont ni en capitales, ni en gras.
- Le texte ne doit pas être écrit en capitales (les noms de famille non plus), ni en gras, ni en italique, ni en « petit »…
- Le gras n'est utilisé que pour surligner le titre de l'article dans l'introduction, une seule fois.
- L'italique est rarement utilisé : mots en langue étrangère, titres d'œuvres, noms de bateaux, etc.
- Les citations ne sont pas en italique mais en corps de texte normal. Elles sont entourées par des guillemets français : « et ».
- Les listes à puces sont à éviter, des paragraphes rédigés étant largement préférés. Les tableaux sont à réserver à la présentation de données structurées (résultats, etc.).
- Les appels de note de bas de page (petits chiffres en exposant, introduits par l'outil «  Source ») sont à placer entre la fin de phrase et le point final[comme ça].
- Les liens internes (vers d'autres articles de Wikipédia) sont à choisir avec parcimonie. Créez des liens vers des articles approfondissant le sujet. Les termes génériques sans rapport avec le sujet sont à éviter, ainsi que les répétitions de liens vers un même terme.
- Les liens externes sont à placer uniquement dans une section « Liens externes », à la fin de l'article. Ces liens sont à choisir avec parcimonie suivant les règles définies. Si un lien sert de source à l'article, son insertion dans le texte est à faire par les notes de bas de page.
- La présentation des références doit suivre les conventions bibliographiques. Il est recommandé d'utiliser les modèles {{Ouvrage}}, {{Chapitre}}, {{Article}}, {{Lien web}} et/ou {{Bibliographie}}. Le mode d'édition visuel peut mettre en forme automatiquement les références.
- Insérer une infobox (cadre d'informations à droite) n'est pas obligatoire pour parachever la mise en page.

Pour une aide détaillée, merci de consulter Aide:Wikification.
Si vous pensez que ces points ont été résolus, vous pouvez retirer ce bandeau et améliorer la mise en forme d'un autre article.
Miki Jacobsen est né en 1965 à Paamiut et il est un artiste visuel du Groenland.

## Biographie
Né en 1965, Miki Jacobsen est un artiste reconnu au Groenland. Il est né à l'ouest à Paamiut et a grandi à Sisimiut. Il a poursuivi ses études en art à Copenhague, Denmark, à Nuuk, Groenland, et à Halifax, Canada. Il est Kalaallit Nunaat et réside à Nuuk. Il a un fils qui se retrouve au Canada.
Miki Jacobsen est co-fondateur de l'association des artistes du Groenland Kimik. Lui et ses collègues ont établi cette association en 1996. En 2002, cette association, basée à Nuuk, s'est dotée d'un atelier pour soutenir plus d'artistes groenlandais. Aujourd'hui, l'association compte près de 24 membres.

## Oeuvres artistiques
Miki Jacobsen participe principalement dans l'art visuel tel que les dessins dans des livres d'enfants, et des peintures. Son art exprime la relation entre la culture groenlandaise et la nature.

### Dessinateur
Voici les livres (d'enfants) dans lesquels Miki Jacobsen a illustré les images:
- Kaassassuk - The Orphan[5] («Kaassassuk - L'orphelin»): Originellement écrit en 1994, ce livre, rédigé par Tupaarnaq Rosing-Olsen et illustré par Miki Jacobsen, suit le mythe d'un fils qui survit la naissance mais devient orphelin alors que ses parents décèdent d'une maladie[6],[7].
- Hvalen og ornen og de to sma piger[8] (danois) («La baleine, l'aigle et les deux petites filles») : originellement écrit en 1994, ce livre, rédigé par Tupaarnaq Rosing-Olsen et illustré par Miki Jacobsen, suit l'histoire de deux jeunes filles qui se marient à des personnages fictifs - un aigle et une baleine. Elles sont toutefois kidnappées par leurs maris et doivent retrouver leur chemin à leur camp[9].
- Månemanden og andre fortællinger fra Grønland[10] («L'homme et la lune et autres histoires du Groenland»): ce livre, écrit par Gunvor Bjerre et illustré par Miki Jacobsen, reprend 35 histoires mythiques groenlandaises qui suit les thèmes des enfants et animaux[11].

### Peintre
Voici quelques peintures réalisées par Miki Jacobsen:
- Compos, 1997[12].
- Landscape, 1999[12].
- Ruby I et Ruby II, 2007: fait à la peinture acrylique, ces peintures soulevaient la question de l'exploitation minière par des entreprises privées sur le territoire groenlandais[13].

### Acteur
Miki Jacobsen a également participé dans une pièce de théâtre et dans quelques films et séries de télévision.
- Eksperimentet: Sorti en 2010, ce film danois représente une histoire réelle ou des enfants groenlandais sont emmenés au Danemark pour apprendre la vie et la culture danoise[14]. Dans ce film, Miki Jacobsen a joué le rôle d'Hr. Heilman[15].
- Aningaaq: En 2013, Miki Jacobsen a participé à la traduction du court métrage Aningaaq[16].
- Arvingerne: En 2016, Miki Jacobsen a participé dans un épisode de la série Arvingerne. Il a occupé le rôle de Maliks Onkel[17].
- Miki Jacobsen a fait partie d’une pièce de théâtre intitulé: DEN GRØNLANDSKE MAND («L’Homme du Groenland»). Cette pièce a été présentée au Groenland en 2017 et au Danemark en 2018 et explore l’identité, les émotions et la sexualité de l’homme groenlandais contemporain à l’aide d’histoires réelles. La pièce explore le rapport de l’homme aux femmes, à lui-même et à un monde changeant[18].
- Tunn Is: En 2020, Miki Jacobsen a participé à deux épisodes de la série Tunn Is en tant que Nakinngi[19].

### Estampe
En 2024, Miki Jacobsen a créé deux estampes. La première représente l'algue lobe rouge bipartite et le deuxième représente la crevette des profondeurs ou la crevette d'or rouge.

### Bois flotté
La création de bois flotté Arferit / Hvaler («baleines») de 1995 a été inspiré par la forme du bois lorsque Miki l'a trouvé sur la plage près de Nuuk. Il aurait continué la création d'art de bois flotté durant les années alors qu'il s'inspire de la forme originale du bois.

## Collection muséale
Miki Jacobsen a une collection muséale dans le Musée d'Art de Nuuk où plusieurs peintures peuvent être retrouvées. Parmi ces oeuvres, Ruby I et Ruby II étaient exposés dans ce musée en 2007.

## Exposition
- Indre Strømninger («Courants intérieurs») était une exposition artistique au Musée d'Art de Nuuk en 2007 en collaboration avec Camilla Nielsen[13].
- Tegn og Billede (danois) («Personnages et images»): exposition du 24 août 2017 au 28 octobre 2017 où Miki Jacobsen en collaboration avec Ivalo Abelsen, Ivan Burkal, Lisbeth Karline Poulsen, Mike Lynge, Naja Abelsen et Pierre André Auzias pour créer des expositions de dessins. Cette exposition a été présentée par La Maison groenlandaise de Copenhague[21].
- Inuit Art: présentée par la Maison du Groenland à Copenhague et Aalborg ainsi qu'à la Maison de l'Atlantique Nord à Odense, cette exposition a présenté 45 oeuvres ayant le thème de l'art arctique du présent et du passé. Cette exposition a présenté les oeuvres de 9 artistes, dont 5 artistes canadiens - Shuvinai Ashoona, Tim Pitsiulak, Itee Pootoogook, Napachie Pootoogook et Ningiukulu Teevee - en plus de 4 artistes groenlandais - Bolatta Silis-Høegh, Paarma Brandt, Miki Jacobsen et Ivínguak' Stork Høegh. Cette exposition a eu lieu du 8 septembre 2022 au 6 octobre 2022[22].
- Flag/ERFALASOQ: Cette exposition, dont Miki Jacobsen a participé du 21 janvier 2022 au 27 janvier 2022, lui a permis d'exprimer son identité culturelle. Soit celui de la culture, la langue et les traditions groenlandaises et canadiennes[23]. Miki Jacobsen a créé un drapeau représentant cette interculturalité en s'inspirant des couleurs des drapeaux des deux territoires en utilisant le style groenlandais, soit la division du drapeau en deux couleurs, et la fleur d'érable situé au centre du drapeau[2],[24]. Cette exposition a été possible grâce au support de la Maison de l'Atlantique Nord.

## Prix
- Miki Jacobsen ainsi que Gunvor Bjerre ont reçu le Prix Aesop en 2022 pour l'histoire et les illustrations que ce livre a apportées dans le folklore, l'histoire et la culture groenlandaise[25].